# HV Witte Ster '75
HV Witte Ster '75 of kortweg Witte Ster is een handbalvereniging uit het Noord-Brabantse Waspik. Witte Ster is in 1975 opgericht als fusievereniging tussen WHV en White Girls.
De naamsponsor van Witte Ster, handbalshop.nl, is een van de grootste online handbalwinkels van Nederland.
Witte Ster speelt zijn zaalwedstrijden in Sportcentrum Waspik, de veldwedstrijden worden gespeeld op Sportpark Lindenheuvel in Waspik-Zuid. In het seizoen 2020/2021 speelt het eerste herenteam in de eerste divisie en het eerste damesteam in de regionale tweede klasse.